# Lovaglás az 1912. évi nyári olimpiai játékokon
Az 1912. évi nyári olimpiai játékokon a lovaglásban öt szám versenyét rendezték.

## Éremtáblázat
(A rendező ország csapata és a magyar érmesek eltérő háttérszínnel, az egyes számoszlopok legmagasabb értéke, vagy értékei vastagítással kiemelve.)
| Az 1912. évi nyári olimpiai játékok éremtáblázata lovaglásban | Az 1912. évi nyári olimpiai játékok éremtáblázata lovaglásban | Az 1912. évi nyári olimpiai játékok éremtáblázata lovaglásban | Az 1912. évi nyári olimpiai játékok éremtáblázata lovaglásban | Az 1912. évi nyári olimpiai játékok éremtáblázata lovaglásban | Olimpia  |
| ------------------------------------------------------------- | ------------------------------------------------------------- | ------------------------------------------------------------- | ------------------------------------------------------------- | ------------------------------------------------------------- | -------- |
|                                                               | Ország                                                        | Arany                                                         | Ezüst                                                         | Bronz                                                         | Összesen |
| 1.                                                            | Svédország (SWE)                                              | 4                                                             | 1                                                             | 1                                                             | 6        |
| 2.                                                            | Franciaország (FRA)                                           | 1                                                             | 1                                                             | 1                                                             | 3        |
|                                                               |                                                               |                                                               |                                                               |                                                               |          |
| 3.                                                            | Németország (GER)                                             | 0                                                             | 3                                                             | 1                                                             | 4        |
|                                                               |                                                               |                                                               |                                                               |                                                               |          |
| 4.                                                            | Belgium (BEL)                                                 | 0                                                             | 0                                                             | 1                                                             | 1        |
| 4.                                                            | Egyesült Államok (USA)                                        | 0                                                             | 0                                                             | 1                                                             | 1        |
|                                                               |                                                               |                                                               |                                                               |                                                               |          |
| Összesen                                                      | Összesen                                                      | 5                                                             | 5                                                             | 5                                                             | 15       |

## Érmesek
| Az 1912. évi nyári olimpiai játékok érmesei lovaglásban |                                                                                                  | | |
| Versenyszám                                             | Arany                                                                                            | Ezüst | Bronz                                                                                                |
| Díjlovaglás egyéni                                      | Carl Bonde · Svédország (SWE)                                                                    | Gustaf Boltenstern · Svédország (SWE)                                                                                 | Hans von Blixen-Finecke · Svédország (SWE)                                                           |
| Díjugratás egyéni                                       | Jean Cariou · Franciaország (FRA)                                                                | Rabod von Kröcher · Németország (GER)                                                                                 | Emmanuel de Blommaert · Belgium (BEL)                                                                |
| Díjugratás csapat                                       | Svédország (SWE) · Carl-Gustaf Lewenhaupt · Gustaf Kilman · Hans von Rosen Frederik Rosencrantz  | Franciaország (FRA) · Michel Dufourt d'Astafort · Jean Cariou · Bernard Meyer · Albert Seigner                        | Németország (GER) · Sigismund Freyer · Wilhelm von Hohenau · Ernst Deloch Friedrich Karl von Preußen |
| Lovastusa egyéni                                        | Axel Nordlander · Svédország (SWE)                                                               | Harry von Rochow · Németország (GER)                                                                                  | Jean Cariou · Franciaország (FRA)                                                                    |
| Lovastusa csapat                                        | Svédország (SWE) · Axel Nordlander · Nils Adlercreutz · Arnst Casparsson · Henric Horn af Aminne | Németország (GER) · Friedrich von Rochow · Rudolf van Schaesberg-Tannheim · Eduard von Lütschken · Heinrich von Moers | Egyesült Államok (USA) · Benjamin Lear · John Montgomery · Guy Henry · Ephraim Graham                |